# Passiflora jiboiaensis
Passiflora jiboiaensis är en passionsblomsväxtart som beskrevs av M.A.M.Azevedo. Passiflora jiboiaensis ingår i släktet passionsblommor, och familjen passionsblomsväxter. Inga underarter finns listade i Catalogue of Life.